# Havre (Montana)
Pour les articles homonymes, voir Havre.
La ville de Havre (en anglais [hævɚ]) est le siège du comté de Hill, dans l’État du Montana, aux États-Unis. Lors du recensement de 2010, sa population a été estimée à 9 310 habitants. Elle est ensuite estimée à 9 846 habitants en 2016.

## Histoire
Située dans le centre-nord de l’État du Montana, la ville de Havre a été intégrée en 1893. Sa première fonction était de devenir le principal centre ferroviaire du chemin de fer Great Northern Railway (construit par James J. Hill). Ce chemin de fer se situe à mi-chemin entre Seattle et Minneapolis-Saint Paul. Havre est rapidement devenue le centre de transport de la région, fournissant des marchandises et de l’approvisionnement pour les trappeurs et mineurs alentour, ainsi que pour les militaires stationnés au fort Assinniboine, à 6 km au sud de la ville. Une statue de Hill se trouve près de la gare Amtrak de Havre afin de commémorer les contributions importantes que ce chemin de fer a apporté à l’histoire de Havre et du Montana.
Simon Pepin (1840-1914) a été considéré comme le « père de Havre ». Né au Québec (Canada), il a émigré dans le Montana en 1863 et est devenu un entrepreneur fournissant de l’équipement pour la construction des forts Cluster, Assiniboine et Maginnis. Pepin acheta des terres et exploitations près du fort Assiniboine. Quand James J. Hill (en) construisit le Great Northern Railway qui traverse le nord du Montana, Pepin le convainquit de bâtir ses usines de locomotives à Havre sur les terres lui appartenant. Au cours des années suivantes, Pepin apporta une contribution majeure à la croissance économique de Havre avec son bétail, ses biens immobiliers et ses entreprises bancaires.
Avant 1910, la région était principalement dédiée à l’élevage de moutons, de bétail et de chevaux. Le nombre de ranchs a ensuite rapidement diminué, tandis que les fermes commencèrent à produire un des meilleurs blés au monde.
Malgré le fait que l’agriculture soit sans conteste le pilier principal de la région, l’économie s’est diversifiée avec les exploitations agricoles, l'élevage, les hôpitaux et services de santé, l’éducation, la vente au détail ainsi que celle exercée par des professionnels et l’industrie, notamment l’industrie ferroviaire. 
Havre est le point focal des activités commerciales de la région. En tant que plus grande ville du Hi-Line (terme géographique faisant référence à la portion des États-Unis située sous la frontière canadienne, sur laquelle circule la principale ligne du Burlington Northern and Santa Fe Railway (BNSF Railway)), elle possède une fonction de distribution en gros et de centre de vente au détail pour les populations habitant à 240 km à la ronde.
Les employeurs les plus importants sont le Northern Montana Hospital, la Montana State University – Northern, et le BNSF Railway. Durant la majeure partie du XXe siècle, le BNSF Railway était l’employeur le plus important de la ville, mais la société a réduit sa main-d’œuvre à Havre dans les années 1990. 
Le précipice à bisons de Wahkpa Chu'gn est situé derrière le centre commercial du village de vacances au nord-ouest de Havre. Vieux de plus de 2 000 ans, il s’agit d’un des précipices à bisons les plus grands et les mieux préservés au monde. À la Préhistoire, les Amérindiens dirigeaient les bisons au bord de cette falaise afin de les tuer. Le précipice à bisons est maintenant un site archéologique et une attraction pour les touristes.

### Origine du nom de la ville
Avec l’arrivée du chemin de fer, James J. Hill (en), le magnat des chemins de fer, a pensé que le nom de la ville, Bullhook Bottoms, pouvait être amélioré. Il demanda aux pères fondateurs de la ville de choisir un nouveau nom. La première réunion se termina en une querelle violente. Plus tard, une deuxième réunion fut organisée : il était convenu que seuls les premiers colons, Gus Descelles, Pepin, Tom McDevitt, Joe Demars et Charles Goutchie, pourraient voter. Joe Demars a suggéré le nom France car la majorité d’entre eux étaient d’origine française. Personne n’a soutenu cette proposition. Gus Descelles a alors suggéré de nommer la ville Havre, en rapport à la ville du Havre, en France, qui était la ville natale de ses parents. Cela a été accepté.

## Géographie
Havre est la plus grande ville du Hi-Line et la huitième plus grande ville du Montana. La métropole la plus proche, Great Falls, se situe à environ 190 km au sud, Havre sert ainsi de centre médical et de centre d’affaires pour la Hi-Line. Havre est le terminus nord de l’U.S Highway 87. La rue principale de la ville est l’U.S Highway 2, reliant l’ouest et l’est de la ville.
La rivière Milk (affluent du Missouri) traverse la ville, les champs de blé doré et les imposantes montagnes de Bear Paws entourent la ville de Havre. Les sommets des monts Baldy, Bates et Otis ont une altitude de 1 800 à 2 100 mètres et se trouvent tous à 20 minutes de Havre.

## Démographie
| Groupe            | Havre | Montana | États-Unis |
| ----------------- | ----- | ------- | ---------- |
| Blancs            | 84,6  | 89,4    | 72,4       |
| Amérindiens       | 13,0  | 6,3     | 0,9        |
| Métis             | 4,0   | 2,5     | 2,9        |
| Asiatiques        | 0,6   | 0,6     | 4,8        |
| Autres            | 0,4   | 0,7     | 6,4        |
| Afro-Américains   | 0,4   | 0,4     | 12,6       |
| Total             | 100   | 100     | 100        |
|                   |       |         |            |
| Latino-Américains | 2,6   | 2,9     | 16,7       |

Selon l'American Community Survey pour la période 2010-2014, 98,32 % de la population âgée de plus de 5 ans déclare parler l'anglais à la maison et 1,68 % une autre langue.

## Personnalités liées à la ville
- Jeff Ament, bassiste du groupe Pearl Jam, est né à Havre le 10 mars 1963 ;
- Brian Schweitzer, gouverneur du Montana, en exercice de 2005 à 2013 ;
- Jon Tester, sénateur du Montana au Congrès des États-Unis depuis le 4 janvier 2007.